# Hyponatremi
Hyponatremi är ett allvarligt tillstånd då halten av natriumjoner i blodet är för låg, att man har saltbrist. Tillståndet kan ha olika grundorsaker varav många har gemensamt att mängden vätska (vatten) i blodet är för stor relativt mängden natrium, vilket leder till utspädning av natriumhalterna. Det är ett vanligt symtom inom sjukvården. Akut hyponatremi leder till bland annat ödem av hjärnan vilket är akut livshotande.
Hyponatremi uppstår sällan som en konsekvens av ovanligt stort intag av vätska (polydipsi), därför att njurarna har kapacitet att utsöndra den överflödiga vätskan. Men det finns ökande antal fall av exempelvis sportutövande och bantning där personer druckit stora mängder vatten under kort tid, vilka fått söka sjukhusvård för hyponatremi som kommer av vattenförgiftning.
Oftast reflekterar hyponatremi dock ett underliggande sjukdomstillstånd. Ett exempel är hjärtsvikt som är ett tillstånd då hjärtats kapacitet att pumpa blod är nedsatt, vilket i sin tur leder till lägre volymer av blod i artärerna. Låga artärvolymer av blod stimulerar speciella volymreceptorer i Hjärt- och kärlsystemet, vilket leder till höga halter av ADH (anti-diuretiskt hormon) i blodet. ADH leder till att urinen blir mer koncentrerad och blodvolymen ökar.
Även vissa typer av neuroendokrina tumörer och njursjukdomar har förmågan att öka ADH-halterna i blodet, och därmed orsaka hyponatremi. Andra sjukdomar som är förknippade med hyponatremi är binjurebarkssvikt (t.ex. Addisons sjukdom), vissa läkemedel, och hypotyreos.

## Symptom
Symptom på kronisk hyponatremi är bland annat saltsug, huvudvärk, trötthet, förvirring, ödem, viktuppgång och muskelkramper.
Akut hyponatremi kan leda till koma, förvirring och kramper.

## Behandling
Minska mängden vatten i blodet eller öka mängden natrium. Tumregeln är att snabbt uppkommen hyponatremi behandlas med snabb korrigering och att en långsamt uppkommen behandlas med långsam korrigering.

## Fotnot
1. 1 2 3  ”Arkiverade kopian”. Arkiverad från originalet den 5 mars 2016. https://web.archive.org/web/20160305034052/http://www.internetmedicin.se/page.aspx?id=1584. Läst 6 september 2014.
2. ↑  ”Läkartidningen”. Arkiverad från originalet den 4 november 2011. https://web.archive.org/web/20111104233746/http://www.lakartidningen.se/engine.php?articleId=9581. Läst 24 april 2011.